# Popillia sanmenensis
Popillia sanmenensis är en skalbaggsart som beskrevs av Lin 1980. Popillia sanmenensis ingår i släktet Popillia och familjen Rutelidae. Inga underarter finns listade i Catalogue of Life.